# David Muñoz (cantante)
David Muñoz Calvo (Cornellá de Llobregat, Barcelona, 10 de enero de 1976) es un músico y cantante del grupo español Estopa, del que forma parte junto a su hermano José (guitarra).

## Biografía
Hijo de extremeños, David Muñoz nació en el barrio de San Ildefonso de Cornellá de Llobregat, un municipio a escasos diez kilómetros de Barcelona. Sus padres habían llegado desde Zarza Capilla (Badajoz), en la comarca de la Serena, y regentaban el bar La Española, enfrente de la comisaría de policía de Cornellá. Al lado del colegio donde estudiaron, el Jaime I.[cita requerida]
En julio de 2000, durante una gira, se casa con su actual esposa Maripaz. Tiene un hijo llamado David Muñoz, el cual nació en 2007. Actualmente vive en Barcelona.
Pronto, él y su hermano José, comenzaron a aficionarse a la guitarra,antes de abandonar el instituto y empezar a buscarse la vida en varios trabajos, el último en Novel Lanhwerk, una fábrica filial de la Seat produciendo piezas para automóviles. La historia dice que del grito "¡Dale estopa!" que utilizaba el encargado de la fábrica para que no cesaran en su trabajo, surgió el nombre de una de las bandas fundamentales de la música española de las últimas dos décadas.
Tras circular por varios caminos y lograr cierta popularidad en circuitos alternativos, una maqueta con casi 40 canciones grabadas en un cuatro pistas en casa de un amigo llegó a Sony Music (entonces BMG), que inmediatamente invitó a David y José a Madrid para una audición. En esa maqueta estaban canciones como "La raja de tu falda", "Poquito a poco", "El del medio de Los Chichos", "Como Camarón", "Cacho a cacho", "Hemicraneal", "Exilado en el lavabo", "Me falta el aliento"… Comenzaba la carrera de Estopa con buena parte del repertorio hecha.